# Alexander Nefzger

Alexander Nefzger (2012)

Alexander Nefzger (* 1969 in Wien) ist ein österreichischer Tonmeister, der nebenberuflich als Pianist, Akkordeonist, Arrangeur und Musikproduzent im Bereich Alternative, Indie und Pop bekannt wurde.

## Leben
Nefzger führt seine Urahnen auf die Strohmayer, Wiener Volksmusikanten im 19. Jahrhundert und ehemalige Partner der Schrammelbrüder, zurück. Ab dem 6. Lebensjahr erhielt er Klavierunterricht, mit 16 Jahren gründete er seine erste Band. Als Keyboarder spielte er eine Zeitlang bei der Metal-Band Stahlhammer, bis er unter anderem zu Mika Vember kam.
Nefzger absolvierte eine Ausbildung zum Tonmeister und arbeitet seit den 1990er Jahren hauptberuflich als Sounddesigner und Musiksupervisor am Wiener Burgtheater. Als nebenberuflicher Produzent wurde er erstmals 1999 für André Heller tätig. Seither hat er unter anderem  Clara Luzia, Kommando Elefant,  illute und andere produziert.

## Werke

### Formationen
- 1991–1992: Ynis Witrin
- 2006–2009: Clara Luzia
- seit 2007: Mika Vember
- 2009–2010: Fresco

### Musikproduktionen
- 1998: "--" / Ynis Witrin
- 2003: "Ruf & Echo" / André Heller - 6 Nummern aus dem 3fach Kompendium
- 2004: "Wiener Blut" / Stahlhammer (Sounds & Instrumentals)
- 2006: "The pink beast of love" / Chris Gelbmann
- 2006: "Leb los!" / Kempf
- 2006: "Railroad Track"s / Clara Luzia
- 2007: "The long memory" / Clara Luzia
- 2007: "Now or Now" / Mika Vember
- 2007: "7" Split Single" / Clara Luzia & Mika Vember
- 2008: "Kaputt, aber glücklich" / Kommando Elefant
- 2008: "The String - and then some-EP" / Clara Luzia
- 2009: "The Ground Below" / Clara Luzia
- 2009: "Queen of Noise" / Bettina Köster
- 2010: "Our Lady of the Loops" / Mika Vember
- 2010: "Immer kommt anders als du denkst" / Illute
- 2010: "Kommt wir hauen Granaten rein, das kleine bisschen Leben" / Kommando Elefant
- 2011: "Es geht sich immer irgendwie aus" / Fresco
- 2011: "Astronaut" / Effi
- 2013: "The Feast" / Julia A. Noack
- 2013: "So wie die Dinge um uns stehen" / Illute
- 2013: "Closer" / Effi
- 2014: "Messei" / Donauwellenreiter
- 2016: "Lost Places" / Laloki

### Theaterproduktionen (Auswahl)
- Sounddesign in Burg- & Akademietheater Wien, sowie Salzburger Festspiele
- Mit Andrea Breth:
  - 2000: Der Jüngste Tag - Ödön von Horváth
  - 2000: Die See von Edward Bond - Burgtheater Wien
  - 2001: Das Käthchen von Heilbronn von Heinrich von Kleist - Burgtheater Wien
  - 2001: Maria Stuart von Friedrich Schiller - Burgtheater Wien
  - 2002: Emilia Galotti von Gotthold Ephraim Lessing - Burgtheater Wien
  - 2003: Das weite Land von Arthur Schnitzler - Salzburger Festspiele
  - 2004: Die Ziege oder Wer ist Sylvia? von Edward Albee - Akademietheater (Wien)
  - 2004: Don Karlos von Friedrich Schiller - Burgtheater Wien
  - 2004: Die Katze auf dem heißen Blechdach von Tennessee Williams - Burgtheater Wien
  - 2005: Der Kirschgarten von Anton P. Tschechow - Burgtheater Wien
  - 2005: Nächte unter Tage zusammen mit Christian Boltanski und Jean Kalman - RuhrTriennale
  - 2005: Minna von Barnhelm von Gotthold Ephraim Lessing - Burgtheater Wien
  - 2008: Motortown von Simon Stephens - Akademietheater Wien
  - 2008: Verbrechen Und Strafe von Fjodor Dostojewski - Salzburger Festspiele
  - 2011: Zwischenfälle, Akademietheater Wien